# Volksabstimmungen in der Schweiz 1879
Dieser Artikel bietet eine Übersicht der Volksabstimmungen in der Schweiz im Jahr 1879.
In der Schweiz fanden auf Bundesebene zwei Volksabstimmungen statt, im Rahmen zweier Urnengänge am 19. Januar und am 18. Mai. Es handelte sich dabei um ein fakultatives Referendum und ein obligatorisches Referendum.

## Abstimmung am 19. Januar 1879

### Ergebnis
| Nr. | Vorlage                                                         | Art | Stimm- berechtigte | Abgegebene Stimmen | Beteiligung | Gültige Stimmen | Ja      | Nein    | Ja-Anteil | Nein-Anteil | Stände | Ergebnis |
| --- | --------------------------------------------------------------- | --- | ------------------ | ------------------ | ----------- | --------------- | ------- | ------- | --------- | ----------- | ------ | -------- |
| 20  | Bundesgesetz betreffend Gewährung von Subsidien für Alpenbahnen | FR  | 636'996            | k. A.              | k. A.       | 394'302         | 278'731 | 115'571 | 70,69 %   | 29,31 %     | –      | ja       |

### Finanzielle Unterstützung der Alpenbahnen
Die Bauarbeiten an der Gotthardbahn hatten 1872 begonnen. Vier Jahre später zeigte sich, dass die ursprünglich auf 187 Millionen Franken veranschlagten Kosten um mehr als 100 Millionen höher ausfallen würden. Die erforderliche Nachsubvention konnte durch Einsparungen auf 40 Millionen verringert werden, wovon die Schweiz 8 Millionen übernehmen musste. Das Parlament veränderte das vorgeschlagene Gesetz dahingehend, dass der Beitrag des Bundes noch 4,5 Millionen betrug, während die Gotthardbahn-Gesellschaft 2 Millionen und die Nordostbahn und die Centralbahn zusammen 1,5 Millionen beisteuern sollten. Ebenso sicherte das Gesetz den Kantonen Subventionen beim Bau zukünftiger Alpenbahnen zu. Gegen den «Gotthardkompromiss» kam das Referendum zustande, wobei viele der Unterschriften aus dem Kanton Waadt stammten. Die Befürworter hoben die regionale Ausgewogenheit der Vorlage und den grossen wirtschaftlichen Nutzen der Alpenbahnen hervor, während die Gegner argumentierten, dass es sich beim Gesetz nicht um einen Kompromiss, sondern vielmehr um einen Kauf der Stimmen in den verschiedenen Landesregionen handle. Sie behaupteten, der Bund werde zur Finanzierung die Zölle erhöhen müssen und damit einen Teuerungsschub auslösen. Mehr als zwei Drittel der Abstimmenden befürworteten die Vorlage, wobei es nur in drei Kantonen eine ablehnende Mehrheit gab.

## Abstimmung am 18. Mai 1879

### Ergebnis
| Nr. | Vorlage                                                                                 | Art | Stimm- berechtigte | Abgegebene Stimmen | Beteiligung | Gültige Stimmen | Ja      | Nein    | Ja-Anteil | Nein-Anteil | Stände | Ergebnis |
| --- | --------------------------------------------------------------------------------------- | --- | ------------------ | ------------------ | ----------- | --------------- | ------- | ------- | --------- | ----------- | ------ | -------- |
| 21  | Bundesbeschluss betreffend Abänderung von Artikel 65 der Bundesverfassung (Todesstrafe) | OR  | 633'138            | k. A.              | k. A.       | 382'073         | 200'485 | 181'588 | 52,47 %   | 47,53 %     | 15:7   | ja       |

### Wiedereinführung der Todesstrafe
Die Bundesverfassung von 1848 hatte die Todesstrafe zwar nicht ganz verboten, untersagte aber deren Anwendung für politische Vergehen. Nachdem einige Kantone sie auf ihrem Gebiet ganz abgeschafft hatten, trat mit der Totalrevision von 1874 ein vollständiges zivilrechtliches Verbot in Kraft (mit Ausnahme von Bestimmungen des Militärgesetzes für Kriegszeiten). Befürworter der Todesstrafe reichten nach einer Serie aufsehenerregender Verbrechen eine Petition ein. Daraufhin überwies das Parlament im Dezember 1878 eine Motion des Schaffhauser Ständerats Hermann Freuler. Sie verlangte, den Kantonen die Todesstrafe für nicht politische Verbrechen wieder zu erlauben. Entgegen der Empfehlung des Bundesrates beschlossen National- und Ständerat am 28. März 1879 die Wiedereinführung. Der heftig geführte Abstimmungskampf war oft moralisch geprägt und teilweise von religiösen Motiven bestimmt. Die Befürworter argumentierten, die Todesstrafe habe eine abschreckenden Wirkung und sei ein taugliches Mittel zur Verbrechensbekämpfung. Die Gegner sahen dagegen mit der Wiedereinführung die liberale Verfassung in Gefahr und argumentierten, die Todesstrafe stehe in krassem Widerspruch zur Zivilisation und zum Gedanken der Humanität. Letztlich fand die Todesstrafe eine knappe Mehrheit, wobei besonders katholisch geprägte Kantone sie überaus deutlich annahmen.